# ترينتون (مقاطعة بيرس)
ترينتون، مقاطعة بيرس (بالإنجليزية: Trenton, Pierce County, Wisconsin)‏ هي بلدة تقع بولاية ويسكونسن في الولايات المتحدة. تبلغ مساحتها 78.1 (كم²)، وترتفع عن سطح البحر 309 م، بلغ عدد سكانها 1737 نسمة في عام 2000 حسب إحصاء مكتب تعداد الولايات المتحدة وتصل الكثافة السكانية فيها 23.9 نسمة/كم2.

## وصلات خارجية
- The US50 - Cities and Towns in Wisconsin State
- Wisconsin Cities and Towns, Facts, Map, Flag, Colleges, Government, and More